# هیروشی هوندا
هیروشی هوندا (انگلیسی: Hiroshi Honda؛ زادهٔ ۲۶ مارس ۱۹۴۷) بازیکن هندبال اهل ژاپن بود.